# Powers Boothe
Powers Boothe, född 1 juni 1948 i Snyder, Texas, död 14 maj 2017 i Los Angeles, Kalifornien, var en amerikansk skådespelare inom film, TV och teater. Han var även röstskådespelare. Boothe tilldelades en Emmy för sin gestaltning av sektledaren Jim Jones i miniserien Tragedin i Guyana – historien om Jim Jones från 1980 (TV1 visade den 1982 som Jim Jones – förförare i Jesu namn).
Boothe är känd som Cy Tolliver i Deadwood och Noah Daniels i 24.

## Filmografi i urval
- 1980 – Tragedin i Guyana – historien om Jim Jones (TV-serie)
- 1981 – Inkräktarna
- 1983–1986 – Philip Marlowe – privatdeckare (TV-serie)
- 1984 – Röd gryning
- 1985 – Amazonas – smaragdskogen
- 1987 – I rättvisans namn
- 1989 – Stalingrad
- 1992 – Rapid Fire
- 1993 – Tombstone
- 1994 – Fångad i fällan
- 1994 – Blue Sky
- 1995 – Sudden Death
- 1995 – Nixon
- 1996 – Dalva
- 1997 – U-turn
- 1998 – Besatt (TV-film)
- 1999 – Joan of Arc
- 2000 – Men of Honor
- 2001 – Attila - Krigarfolkets härskare (TV-film)
- 2001 – Frailty
- 2002–2006 – Justice League (TV-serie)
- 2004–2006 – Deadwood (TV-serie)
- 2005 – Sin City
- 2007 – 24 (TV-serie) (TV-serie)
- 2008 – Turok (röst i dataspel)
- 2008 – 24: Redemption (TV-film)
- 2009 – Ben 10: Alien Force (TV-serie) (röst)
- 2011 – Ben 10: Ultimate Alien (TV-serie) (röst)
- 2012 – The Avengers
- 2012 – Hitman: Absolution (röst i dataspel)
- 2014 – Sin City: A Dame to Kill For